# Miellin
Miellin era una comuna francesa situada en el departamento de Alto Saona, de la región de Borgoña-Franco Condado, que el 1 de enero de 2017 pasó a ser una comuna delegada de la comuna nueva de Servance-Miellin al fusionarse con la comuna de Servance.

## Historia
El pueblecito de Miellin se estableció en 1111 alrededor de una pequeña capilla romana. A lo largo de unos siglos de desarrollo fue incorporado al Reino de Francia bajo la monarquía de Luis XIV a razón de la Paz de Nimegua en 1678.
De ser una sección de la comuna de Servance se constituyó como comuna el 11 de abril de 1821. Durante el siglo XIX, la vida de Miellin se desarrolló en torno a la extracción del granito. Importantes canteras proporcionaban piedras de muy buena calidad, las cuales eran trabajadas en la graniteria del Puente de Miellin, fundada en 1835. De dichas canteras se extrajeron las piedras  que componen el pedestal de la tumba de Napoleón en los Inválidos, las columnas de la Opera Garnier de París, columnas de Nuestra Señora de la Guardia de Marsella, y hasta una peana de un monumento peruviano.
Al principio de la Segunda Guerra Mundial, las canteras fueron cerradas pero siguen visibles.
De mediados del año 1939 hasta finales de 1941, Miellin cobijó un centro de internamiento  para extranjeros “indeseables” , refugiados republicanos españoles, particularmente mujeres y niños. De hecho, a la declaración de guerra contra Alemania, el 3 de septiembre de 1939, el Gobierno francés retiró a las mujeres y niños que habían sido acogidos en ciudades y pueblos a consecuencia de la Retirada del mes de enero de 1939, para recluirlos en campos de concentración existentes o en nuevos centros de internamiento como el de Miellin.
El 25 de septiembre de 2011, fue erigida una estela en la carretera de Miellin en homenaje a esos centenares de mujeres, niños e inválidos acorralados en un valle del pueblo. 
L'Amicale Camp de Miellin : (http://miellin1939.canalblog.com)

## Demografía
| Gráfica de evolución demográfica de Miellin entre 1800 y 2014 |
|                                                               |

Los datos demográficos contemplados en este gráfico de la comuna de Miellin se han cogido de 1800 a 1999 de la página francesa EHESS/Cassini, y los demás datos de la página del INSEE.